# لینکولن (ایلینوی)
لینکولن، ایلینوی (به انگلیسی: Lincoln, Illinois) یک شهر در ایالات متحده آمریکا با جمعیت ۱۴٬۳۱۹ نفر است که در ایلی‌نوی واقع شده‌است.